# Rybnik Niewiadom
Rybnik Niewiadom – stacja kolejowa znajdująca się w Rybniku (województwo śląskie), w dzielnicy Niewiadom.

## Ruch pasażerski
| Rok  | Wymiana pasażerska na dobę |
| ---- | -------------------------- |
| 2017 | 20-49                      |
| 2022 | 20-49                      |